# Arabiens Drøm
Arabiens Drøm – pierwszy album duńskiej piosenkarki Anne Gadegaard. Album zawiera piosenkę, z którą Anne wystąpiła podczas konkursu Eurowizji. Został wydany w 2003 roku. Album bardzo dobrze sprzedawał się w Danii, mimo iż nie został wydany w USA czy Wlk. Brytanii. 

## Lista utworów
(w nawiasach tłumaczenie tytułów w języku angielskim)
1. Arabiens Drøm (Arabian Dream)
2. Festen (Feast)
3. Luis (Luis)
4. Min Bedste Ven (My Best Friend)
5. Jamaica (Jamaica)
6. Choco Og Nugga (Chocolate and Nougat)
7. Dine Øjne Blå (Your Blue Eyes)
8. Prinsesserne På Is (Princess On Ice)
9. Mor Dig Godt (Have Fun)
10. Tju Tju Bang (Hey Hey Bang)
11. Danser Natten Lang (Dancing All Night Long)